# 찰리 파티노
찰리 마이클 파티노 (Charlie Michael Patino, 2003년 10월 17일 ~ )는 잉글랜드의 축구 선수이며, 스완지 시티에서 미드필더 또는 수비형 미드필더로 뛰고 있다.